# Álvaro Madrid
Álvaro Alfredo Alejandro Madrid Gaete (Valparaíso, 5 de abril de 1995) es un futbolista chileno que juega de mediocampista en Everton de la Primera División de Chile.

## Trayectoria
El año 2011 en el 2.º semestre, Álvaro entra al primer equipo, dirigido por Marco Antonio Figueroa

### Selección
Álvaro Madrid es uno de los juveniles de proyección que tiene Everton y durante la pretemporada, estuvo con el equipo "spárring" de la Selección Chilena, que prepara Cristián Leiva y que trabaja con la Selección mayor, bajo la batuta de Jorge Sampaoli.

### Partidos internacionales
Actualizado hasta el 8 de febrero de 2025.
| Partidos internacionales | Partidos internacionales | Partidos internacionales          | Partidos internacionales | Partidos internacionales | Partidos internacionales | Partidos internacionales | Partidos internacionales | Partidos internacionales | Partidos internacionales |
| N.º                      | Fecha                    | Estadio                           | Local                    | Resultado                | Visitante                | Goles                    | Asistencias              | DT                       | Competición              |
| ------------------------ | ------------------------ | --------------------------------- | ------------------------ | ------------------------ | ------------------------ | ------------------------ | ------------------------ | ------------------------ | ------------------------ |
| 1                        | 8 de febrero de 2025     | Estadio Nacional, Santiago, Chile | Chile                    | 6-1                      | Panamá                   |                          |                          | Ricardo Gareca           | Amistoso                 |
| Total                    | Total                    | Total                             | Presencias               | 1                        | Goles                    | 1                        | 0                        |                          |                          |

| Selección chilena | Selección chilena | Selección chilena |
| Año               | Partidos          | Goles             |
| ----------------- | ----------------- | ----------------- |
| 2025              | 1                 | 0                 |
| Total             | 1                 | 0                 |

## Estadísticas
| Club                    | Div.          | Temporada     | Liga  | Liga  | Copas nacionales | Copas nacionales | Torneos internacionales | Torneos internacionales | Total | Total |
| Club                    | Div.          | Temporada     | Part. | Goles | Part.            | Goles            | Part.                   | Goles                   | Part. | Goles |
| ----------------------- | ------------- | ------------- | ----- | ----- | ---------------- | ---------------- | ----------------------- | ----------------------- | ----- | ----- |
| Everton · Chile         | 1.ª           | 2013          | —     | —     | 2                | 0                | —                       | —                       | 2     | 0     |
| Everton · Chile         | 1.ª           | 2013-14       | 5     | 0     | —                | —                | —                       | —                       | 5     | 0     |
| Everton · Chile         | 2.ª           | 2014-15       | 24    | 0     | 6                | 1                | —                       | —                       | 30    | 1     |
| Everton · Chile         | 2.ª           | 2015-16       | 30    | 0     | 5                | 0                | —                       | —                       | 35    | 0     |
| Unión La Calera · Chile | 2.ª           | 2016-17       | 17    | 1     | 2                | 0                | —                       | —                       | 19    | 1     |
| Unión La Calera · Chile | Total club    | Total club    | 17    | 1     | 2                | 0                | 0                       | 0                       | 19    | 1     |
| Everton · Chile         | 1.ª           | 2017          | —     | —     | —                | —                | —                       | —                       | 0     | 0     |
| Everton · Chile         | 1.ª           | 2018          | 28    | 3     | 2                | 0                | 2                       | 1                       | 32    | 4     |
| Everton · Chile         | 1.ª           | 2019          | 14    | 0     | —                | —                | —                       | —                       | 14    | 0     |
| Everton · Chile         | 1.ª           | 2020          | 33    | 0     | —                | —                | —                       | —                       | 33    | 0     |
| Everton · Chile         | 1.ª           | 2021          | 28    | 2     | 6                | 0                | —                       | —                       | 34    | 2     |
| Everton · Chile         | 1.ª           | 2022          | 26    | 0     | 2                | 0                | 10                      | 0                       | 38    | 0     |
| Everton · Chile         | 1.ª           | 2023          | 30    | 3     | 3                | 1                | —                       | —                       | 33    | 4     |
| Everton · Chile         | 1.ª           | 2024          | 29    | 4     | 4                | 1                | 1                       | 0                       | 34    | 5     |
| Everton · Chile         | 1.ª           | 2025          | 17    | 1     | 5                | 1                | 1                       | 0                       | 23    | 2     |
| Everton · Chile         | Total club    | Total club    | 264   | 13    | 35               | 4                | 14                      | 1                       | 313   | 18    |
| Total carrera           | Total carrera | Total carrera | 281   | 14    | 37               | 4                | 14                      | 1                       | 332   | 19    |
| 1. 2. 3.                |               |               |       |       |                  |                  |                         |                         |       |       |